# كريس داغت
كريس داغت هو سياسي أمريكي، ولد في 7 مارس 1950 في أورانج ‏ في الولايات المتحدة.